# ISACA
Die ISACA (Information Systems Audit and Control Association, heute nur mehr als Akronym in Verwendung) ist ein unabhängiger, globaler Berufsverband für IT-Revisoren, Wirtschaftsprüfer sowie Experten der Informationssicherheit und IT-Governance. Die ISACA unterstützt ihre Mitglieder durch Angebote zur Aus- und Weiterbildung sowie die Entwicklung, Einführung und Nutzung von weltweit anerkannten Fachkenntnissen und Methoden.

## Organisation
Der internationale ISACA-Dachverband ist in Schaumburg, einem Vorort von Chicago und unweit von CompTIA angesiedelt, unterstützt die 225 lokalen Chapter in 188 Ländern und hat mehr als 170.000 Mitglieder. Die ISACA entstand im Jahr 1967 durch den Zusammenschluss einer Gruppe von Prüfern von Computersystemen, die den wachsenden Informationsbedarf in ihrem Berufsfeld erkannt hatten. 1969 erfolgte die formelle Gründung der EDP Auditors Association und seit 1994 trägt sie den Namen Information Systems Audit and Control Association. Der Germany Chapter der ISACA wurde am 14. April 1986 in Düsseldorf gegründet, hat heute seinen Sitz in Berlin und besitzt über 3.000 Mitglieder.
Heute veranstaltet die ISACA eine Reihe internationaler Konferenzen, veröffentlicht das ISACA Journal (bis 2008: Information Systems Control Journal), entwickelt internationale Prüfungsstandards und vergibt weltweit anerkannte Berufszertifizierungen. Die ISACA entwickelt und pflegt seit 1996 auch das COBIT-Rahmenwerk für Governance und Management der Unternehmens-IT. Durch Aufkauf des CMMI Institute ist die ISACA seit 2016 auch verantwortlich für das Capability Maturity Model Integration.

## Zertifizierungen
Alle nachfolgenden Zertifizierungen setzen mehrjährige Berufserfahrung in den genannten Bereichen voraus und müssen nach Ablauf von drei Jahren re-zertifiziert werden:
Certified Information Systems Auditor (CISA)
- seit 1978
- über 200.000 Zertifizierte[8]
- Voraussetzung: 5 Jahre Berufserfahrung in IT-Prüfung, Kontrolle, Assurance oder Sicherheit
- Inhalte: Prüfung von Informationssystemen (18 %), IT-Governance und IT-Management (18 %), Beschaffung, Entwicklung und Implementierung von Informationssystemen (12 %), Betrieb von Informationssystemen und Business Resilience (26 %), IT-Sicherheit (26 %)[9]

Certified Information Security Manager (CISM)
- seit 2002
- über 48.000 Zertifizierte
- Voraussetzung: 5 Jahre Berufserfahrung in IT-Sicherheitsmanagement
- Inhalte: Informationssicherheits-Governance (17 %), Informations-Risikomanagement (20 %), Entwicklung und Verwaltung von Informationssicherheitsprogrammen (33 %), Informationssicherheits-Vorfallmanagement (30 %)[10]

Certified in the Governance of Enterprise IT (CGEIT)
- seit 2007
- über 8.000 Zertifizierte
- Voraussetzung: 5 Jahre Berufserfahrung in IT-Governance
- Inhalte: Governance der Unternehmens-IT (40 %), IT-Ressourcen (15 %), Erfolgsermittlung (26 %), Risikooptimierung (19 %)[11]

Certified in Risk and Information Systems Control (CRISC)
- seit 2010
- über 30.000 Zertifizierte
- Voraussetzung: 3 Jahre Berufserfahrung in IT-Risikomanagement und IT-Kontrolle
- Inhalte: Governance (30 %), Risikobewertung (20 %), Risikobehandlung und -berichterstattung (32 %), IT und Informationssicherheit (22 %)[12]

Certified Data Privacy Solutions Engineer (CDPSE)
- seit 2021
- über 16.000 Zertifizierte
- Voraussetzung: 3 Jahre Berufserfahrung in Datenschutz-Governance, Datenschutzarchitektur und/oder Umgang mit dem Datenlebenszyklus
- Inhalte: Datenschutz-Governance (34 %), Datenschutzarchitektur (36 %), Datenlebenszyklus (30 %)

Certified Cybersecurity Operations Analyst (CCOA)
- seit 2025
- Voraussetzung: 2–3 Jahre Berufserfahrung in der Cybersicherheit
- Inhalte: Technische Grundlagen (25 %), Prinzipien und Risiken in der Cybersicherheit (20 %), Taktiken, Techniken und Prozeduren (TTP) von Angreifern (10 %), Vorfallsbehandlung (34 %), Schutz von Werten (11 %)